# 이상인
이상인(李相仁, 1971년 4월 20일 ~ )은 대한민국의 배우, 가수이다.

## 생애
이상인은 1971년 4월 20일 경상남도 밀양시 산외면에서 출생하였고 혜광고등학교, 고려대학교 경영학과를 나왔다.
1990년 영화 배우 첫 데뷔하였고 이듬해 1991년 연극 배우 데뷔하였으며 1년 후 1992년 뮤지컬 배우 데뷔한 그는 1996년 KBS 슈퍼 탤런트 (공채 18기) 입상 직후 KBS 2TV 병영 드라마 《신고합니다》로 정식 연기자 데뷔하여, 이듬해인 1997년 KBS 2TV 방송 70년 KBS 50년 특별기획드라마 《파랑새는 있다》에서 완벽한 무술 실력으로 세간의 주목을 끌었다. 하지만 이상인은 배우 이미지보다는 KBS 2TV 《슈퍼TV 일요일은 즐거워 - 출발드림팀》에서 보인 이미지가 강해 배우이기보다는 무술인으로 오해를 받을 정도로 운동을 잘한다.

## 학력
- 1987년 ~ 1990년 혜광고등학교
- 1990년 ~ 1998년 고려대학교 경영학과 학사

## 경력
- 1996년 KBS 공채 18기 탤런트

## 출연 작품

### 방송

#### 드라마
- 1996년 KBS 2TV 《신고합니다》 - 김근우 일병 역
- 1996년 KBS 2TV 《전설의 고향 - 1996년 - 학울음》
- 1996년 KBS 1TV 《용의 눈물》 - 정몽주의 집사 역
- 1997년 KBS 2TV 《파랑새는 있다》 - 김병달 역
- 1998년 SBS 《승부사》 - 유도준 역
- 1998년 KBS 1TV 《대추나무 사랑걸렸네》
- 1998년 KBS 2TV 《종이학》 - 장광모 역
- 2000년 SBS 《경찰특공대》 - 박영철 역
- 2002년 SBS 《야인시대》 - 가미소리 역
- 2004년 KBS 2TV 《구미호 외전》 - 김영모 역
- 2004년 KBS 1TV 《불멸의 이순신》 - 나대용 역
- 2013년 TvN 《환상거탑》 - 정환주 역

#### 시트콤
- 1997년 KBS 2TV 《아무도 못말려》
- 2000년 SBS 《순풍산부인과》 - 이상인 역

#### 교양
- 2002년 KBS 2TV 《TV는 사랑을 싣고》
- 2013년 KBS 2TV 《여유만만》
- 2013년 TV조선 《생존의 기술》
- 2017년 ~ 2020년 채널A 《新 대동여지도》
- 채널A 《행복한 아침》

#### 예능
- KBS 2TV 《구석구석 숨은 돈 찾기》
- 1999년 ~ 2003년 KBS 2TV 《슈퍼TV 일요일은 즐거워 - 출발드림팀》
- 2006년 MBC 《놀러와》
- 2007년 KBS 2TV 《스타 골든벨》
- 2009년 ~ 2016년 KBS 2TV 《출발드림팀 시즌 2》
- 2013년 MBC 《세바퀴》
- SBS 《스타애정촌 시즌 3》
- XTM 《국가가 부른다》
- 2017년 SBS 《백년손님》
- 2020년 채널A 《아이콘택트》

### 영화
- 1990년 《드래곤볼》
- 1998년 《키스할까요?》
- 1998년 《찜》 - 만수 역
- 2003년 《클래식》 - 수경 역
- 2021년 《구원》 - 반효정 역

### 광고
- 1997년 롯데칠성음료 솔의 눈
- 2002년 참다운 건강식품
- 2003년 농심 쫄병스낵

## 음반
- 2007년 싱글 TAO The First

## 도서
- 2002년 이상인과 함께하는 Office XP + Good Sense (입문 + 실전마스터) (성안당)
- 2004년 이상인의 짬짬체조 (피곤타파 활력충전) (영진닷컴)

## 수상
- 1997년 KBS 연기대상 남자 신인상 (파랑새는 있다)
- 1998년 백상예술대상 남자 신인연기상 (파랑새는 있다)
- 2007년 문화관광부 2월의 우수 신인음반상